# Дажбог (журнал)
«Да́жбог» — літературний часопис молодих львівських письменників-націоналістів. Виходив щомісячно у Львові між роками 1931—1935; у 1935 виходив двічі на місяць. Зі журналом пов'язана «Літературна Бібліотека», яка друкувала твори Богдана- Ігоря Антонича, (зокрема, саме тут 1931 р.з'явилася його перша збірка "Привітання життя"), Ярослава Дригинича, Б. Кабаровського та Уласа Самчука.
Редактори: Євген-Юлій Пеленський (1932—1934), Б. І. Антонич (1934), Богдан Кравців (1935). Дописували: Іван Атаманюк, Я. Дригинич, Роман Завадович, Василь Кархут, Володимир Ласовський, Степан Луцик, Антін Малюца, Богдан Романенчук.